# Condado de Otsego (Michigan)
O Condado de Otsego é um dos 88 condados do estado americano de Michigan. A sede do condado é Gaylord, e sua maior cidade é Gaylord.
O condado possui uma área de 1 362 km² (dos quais 30 km² estão cobertos por água), uma população de 23 301 habitantes, e uma densidade populacional de 17 hab/km² (segundo o censo nacional de 2000). O condado foi fundado em 1875.